# Vërtop
Vertop là một xã trong quận Berat thuộc hạt Berat, Albania. Dân số năm 2005 là 7405 người.